# 三立新聞台
三立新聞台（サーンリクィエンタイ、SETN）、また三立新聞網は、1998年3月に放送を開始した、台湾の三立電視のニュースチャンネルで、24時間体制で放送されている。
民視テレビとともに民進党寄りのメディア、属にいう「緑陣営」とされる。

## 歴史
オーナーである林崑海は高雄出身の元ビデオコンテンツ業者。
鈴木直道による2019新型コロナウイルスによる急性呼吸器疾患に対する取り組みを肯定的に報道した。